# Eugenio Monti
Eugenio Monti (Dobbiaco, 23 de janeiro de 1928 – Belluno, 1 de dezembro de 2003) foi um atleta italiano do bobsleigh. Ele é um dos mais bem sucedidos atletas na história deste esporte, nove vezes campeão mundial e duas vezes campeão olímpico, com um total de dezesseis medalhas entre Jogos Olímpicos de Inverno e campeonatos mundiais. Ele também é famoso por seus atos de grande esportividade e espírito olímpico, que o fizeram  ser o primeiro atleta na história a ser outorgado com a Medalha Pierre de Coubertin pelo Comitê Olímpico Internacional, em 1964.

## Biografia
"O Ruivo Voador" (Il Rosso Volante), como era chamado, era o melhor esquiador jovem da Itália do início dos anos 50: ele conquistou os títulos nacionais italianos no slalom e no slalom gigante, e o terceiro lugar na descida livre; mas em 1951, aos 23 anos, um acidente interrompeu sua carreira de esquiador, quando rompeu os ligamentos de ambos os joelhos; ele então mudou-se para o bobsleigh, conseguindo grande sucesso nesta modalidade. Em 1954 ganhou o primeiro título italiano e em 1957 o primeiro título mundial.
Nos Jogos Olímpicos de Inverno de 1956, em Cortina d'Ampezzo, na Itália, ele conquistou duas medalhas de prata, na dupla e por equipes. Não participou porém dos Jogos de Inverno de 1960, em Squaw Valley, EUA,  porque a modalidade não foi disputada por razões econômicas – a primeira e única vez que isto aconteceu nos Jogos Olímpicos de Inverno.
Mas foi durante os Jogos de Innsbruck 1964, na Áustria, que ele ficou famoso pelos mais conhecidos atos de sua carreira. Sabendo que seus dois principais adversários na duplas, os britânicos Tony Nash e Robin Dixon, tinham quebrado um parafuso de seu trenó antes da final, Monti lhes emprestou um parafuso reserva de seu próprio trenó; com isso, os britânicos venceram a prova e Monti e seu parceiro Sergio Siorpaes ficaram apenas com a medalha de bronze. Respondendo às críticas da imprensa italiana, por ter jogado fora uma provável vitória, ele respondeu que "Nash não venceu porque dei a ele um parafuso; eles venceram porque foram mais rápidos." Monti também demonstrou outro ato de generosidade e desprendimento na disputa por equipes; o time canadense tinha danificado o eixo de seu trenó e seria desclassificado se Monti e seus mecânicos não tivessem ido em seu auxílio; o trenó foi consertado e os canadenses conquistaram a medalha de ouro, com a equipe italiana – e Monti–  ficando novamente com a medalha de bronze. Por estes atos de espírito esportivo e desprendimento, ele foi o primeiro atleta a ser condecorado com a Medalha Pierre de Coubertin.
Finalmente, nos Jogos Olímpicos de Inverno de 1968, em Grenoble, na França, já com 40 anos, ele conquistou o ouro olímpico, nas duplas e por equipes, o primeiro país além da Alemanha a consegui-lo e o primeiro atleta do bobsleigh a conquistar os dois títulos – dupla e equipe – nos mesmos Jogos de Inverno. Por estas vitórias, foi condecorado pelo governo italiano com a mais alta comenda civil do país, a Ordine al merito della Repubblica Italiana.
Além destas vitórias olímpicas, ele foi também campeão mundial de bobsleigh em dupla e/ou equipes entre 1957–1963 e 1966.

### Suicídio
Em 30 de novembro de 2003, aos 75 anos, sofrendo pela separação da esposa, a norte-americana Linda Lee Constantine, pela partida da filha com a mãe para os EUA após a separação, pela morte de um filho por overdose, e convivendo há anos com o Mal de Parkinson, deu um tiro de pistola na têmpora em sua casa, em Bellugo; transportado a um hospital, morreu no dia seguinte; seu fígado foi doado para transplante.